# Europees kampioenschap dammen 2024
Het Europees kampioenschap dammen 2024 algemeen en voor vrouwen werd van zondag 2 t/m zondag 9 juni 2024 in de Italiaanse gemeente Chianciano Terme gespeeld. Het toernooi werd gespeeld volgens het Zwitsers systeem met negen ronden. Het speeltempo bedroeg 90 minuten voor de eerste 45 zetten, gevolgd door 30 minuten voor de rest van de partij en 30 seconden per zet.
De Nederlander Jan Groenendijk prolongeerde zijn titel. Zijn landgenoot Jitse Slump werd opnieuw tweede. De Letse tweevoudig kampioen Guntis Valneris werd derde. Bij het kampioenschap van de vrouwen won de Oekraïense Viktoria Motritsjko, voor de voor Nederland uitkomende tweevoudig kampioene Darya Tkachenko. De Poolse titelverdedigster Natalia Sadowska werd derde.
Op het EK konden spelers zich kwalificeren voor het wereldkampioenschap van 2025. Er waren veertien plekken voor het algemene kampioenschap en zes voor het kampioenschap voor vrouwen, telkens maximaal twee per land.

## Uitslagen
| Rang   | Naam                   | Land      | Punten | SSolk | Solk+ | WK |
| ------ | ---------------------- | --------- | ------ | ----- | ----- | -- |
| Goud   | Jan Groenendijk        | Nederland | 13     | 86    | 823   | WK |
| Zilver | Jitse Slump            | Nederland | 11     | 90    | 816   | WK |
| Brons  | Guntis Valneris        | Letland   | 11     | 89    | 826   | WK |
| 4      | Aleksandr Sjvartsman   | Israël    | 11     | 87    | 814   | WK |
| 5      | Martin Dolfing         | Nederland | 11     | 86    | 806   |    |
| 6      | Kees Thijssen          | Nederland | 11     | 86    | 781   |    |
| 7      | Martijn van IJzendoorn | Nederland | 11     | 85    | 808   |    |
| 8      | Artem Ivanov           | Oekraïne  | 11     | 85    | 804   | WK |
| 9      | Matheo Boxum           | Nederland | 11     | 85    | 787   |    |
| 10     | Emre Hageman           | Nederland | 11     | 84    | 786   |    |
| 11     | Edvardas Bužinskis     | Litouwen  | 11     | 81    | 789   | WK |
| 12     | Alessio Scaggiante     | Italië    | 11     | 79    | 808   | WK |
| 13     | Wouter Sipma           | Nederland | 11     | 79    | 787   |    |
| 14     | Ron Heusdens           | Nederland | 11     | 78    | 776   |    |
| 15     | Raimonds Vipulis       | Letland   | 11     | 78    | 748   | WK |

Voor het WK plaatsten zich ook de Polen Filip Kuczewski en Sebastian Wieczorek, Aleksej Domchev uit Litouwen, Farhad Huseynov uit Azerbeidzjan, Iurii Anikeev uit Oekraïne en de Italiaan Daniele Berte.
| Rang   | Naam                | Land      | Punten | SSolk | Solk+ | WK |
| ------ | ------------------- | --------- | ------ | ----- | ----- | -- |
| Goud   | Viktoria Motritsjko | Oekraïne  | 14     | 82    | 788   | WK |
| Zilver | Darya Tkachenko     | Nederland | 13     | 86    | 801   | WK |
| Brons  | Natalia Sadowska    | Polen     | 11     | 89    | 800   | WK |
| 4      | Marta Bankowska     | Polen     | 11     | 86    | 764   | WK |
| 5      | Yulia Bintsarovska  | Nederland | 11     | 81    | 780   | WK |
| 6      | Yuliia Makarenkova  | Oekraïne  | 11     | 78    | 774   | WK |
| 7      | Lisa Scholtens      | Nederland | 10     | 83    | 780   |    |
| 8      | Alise Misane        | Letland   | 10     | 83    | 770   |    |
| 9      | Olena Korotka       | Oekraïne  | 10     | 81    | 739   |    |
| 10     | Malvine Misane      | Letland   | 10     | 77    | 733   |    |
| 11     | Katarzyna Stanczuk  | Polen     | 9      | 82    | 772   |    |
| 12     | Olga Baltazhy       | Oekraïne  | 9      | 76    | 713   |    |
| 13     | Sofia Pandolfo      | Italië    | 9      | 73    | 718   |    |
| 14     | Alisa Orlova        | Letland   | 9      | 60    | 665   |    |
| 15     | Vitalia Doumesh     | Nederland | 8      | 82    | 759   |    |

Bolzano 1965 · 
Livorno 1967 · 
Livorno 1968 · 
Rome 1969 · 
Soechoemi 1971 · 
Arco 1974 · 
Brussel 1977 · 
Deventer 1983 · 
Moskou 1987 · 
Parthenay 1992 · 
Lubliniec 1995 · 
Hoogezand 1999 · 
Domburg 2002 · 
Bovec 2006 · 
Tallinn 2008 · 
Murzasichle 2010 · 
Emmen 2012 · 
Tallinn 2014 · 
İzmir 2016 · 
Moskou 2018 · 
Antalya 2020 · 
Kortrijk 2022 · 
Chianciano Terme 2024